# スキッド (航空)

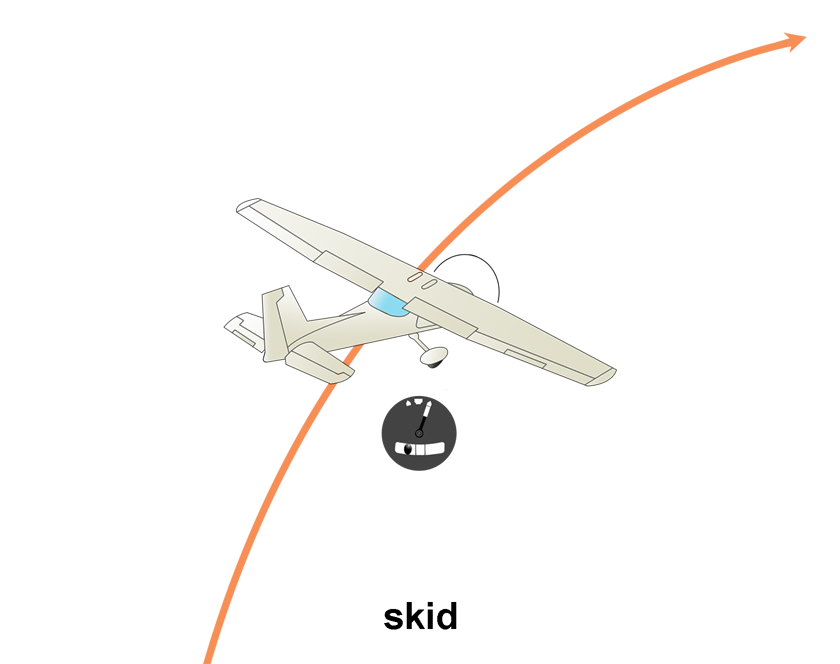
右旋回スキッドの飛行機

横風の中を航空機が直進飛行する際には、垂直尾翼の存在により機首は風上を向こうとする。しかし、旋回開始時にバンクを得るためにエルロン操作を行うと、同時にエルロンはアドバースヨーを生じさせる。例えばパイロットから見て時計回りにバンクさせると左回りのヨーが発生し（機首は左に向こうとする）、相対風向に対してカニのように斜めに進行する。これをスリップと呼び、相対風は機体中心線に対して斜行する。これを補正するためにパイロットは右ラダーを踏むが、この踏み方が過剰だと反対側にスリップを起こす。これをスキッドと呼ぶ。

## 失速
スキッドは失速速度に近い領域ではスリップより危険である。スリップ状態では上がった方の翼（右旋回時では左翼）が先に失速するためバンク角が減少するので失速が抑止される。スキッドでは下がった方の翼が先に失速するため、より機首が内側を向こうとするためスピンに陥りやすい。 
高空では回復の余地があるが、ファイナルアプローチの段階など高度の低い時に失速スピンが発生したら致命的となる。この種の事故の一般的原因としてはトラフィックパターンのベースレグからファイナルアプローチにかけて、滑走路センターラインをオーバーシュートすることを避けようとして無意識にラダーを踏みすぎてしまうことによる。 

## 意図的なスキッド

さまざまな種類の旋回状態を示す旋回釣合計

アクロバット飛行や空中戦闘ではスキッドが故意に用いられる。また、ロールに対して反対側にラダー操作を行う（例えば右翼を下げて左ラダーを踏む）故意のスリップはダイブブレーキとして用いることができる。（右翼を下げた）右旋回時にラダーで左向きのヨーをバランス良く掛けると、機体は直進するが機首は相対気流に対し横を向く。この状態は空力学的には「汚い」状態であり、抗力が増すので速度が低下する。ラダーとエルロンによってスキッドの量を調整することで、パイロットは減速度を加減することができる。これにより水平飛行中や着陸のための降下の際に対気速度の上昇させることなく大きな降下率を得ることができる。 

## 関連記事
- スリップ（航空）